# مومباي إنديانز
مومباي إنديانز هو فريق كريكت من مدينة مومباي، ماهاراشترا، الهند. تأسس عام 2008 ويشارك في الدوري الهندي الممتاز.

## روابط خارجية
- الموقع الرسمي
.